# Enn (prénom)
Pour les articles homonymes, voir ENN.
Enn est un prénom masculin estonien célébré le 19 janvier. Ce prénom peut désigner:

## Prénom
- Enn Eesmaa (en) (né en 1946), homme politique estonien
- Enn Kippel (en) (1901-1942), écrivain estonien
- Enn Klooren (en) (1940-2011), acteur estonien
- Enn Kokk (en) (1937-2019), homme politique suédois
- Enn Kunila (en) (né en 1950), entrepreneur et collectionneur estonien
- Enn Nõu (en) (né en 1933), écrivain estonien
- Enn Nurmiste (en) (1894-1968), homme politique estonien
- Enn Rajasaar (en) (né en 1961), architecte estonien
- Enn Reitel (né en 1950), acteur britannique
- Enn Roos (1908-1990), sculpteur estonien
- Enn Sellik (né en 1954), athlète soviétique de cross-country
- Enn Soosaar (en) (1937-2010), traducteur et critique estonien
- Enn Tarto (en) (né en 1938), homme politique estonien
- Enn Tupp (en) (né en 1941), homme politique et diplomate estonien
- Kristo Enn Vaga (né en 1997), coureur cycliste estonien
- Enn Vetemaa (1936-2017), poète et écrivain estonien
- Enn Võrk (en) (1905-1962), compositeur et chef d'orchestre estonien